# 吉翂
吉翂（488年—504年），字彥霄，馮翊蓮勺人，南北朝南梁人，因有孝行而聞名。
吉翂家族世代在襄陽居住，他自幼有孝順的個性，十一歲時母親逝世，他不喝水漿，幾乎致死，親戚朋友都覺得詫異。天監初年，父勤擔任吳興原鄉令，被奸官誣陷，送到廷尉。他當年十五歲，在大路上哭泣，向公卿求情，行人看到了也為他流淚。吉翂的父親雖然清白，但羞於被審問，就承擔了罪名，需要處死；他敲響登聞鼓，乞求代父親被處死。梁武帝覺得奇怪，認為他如此年輕，不可能懂得這樣做，懷疑他受人教唆，就下令廷尉蔡法度嚴肅處理。蔡法度回到廷尉寺，綁住吉翂，詳列官司，嚴厲地問他：「你請求被處死，可以准許，那就需要受刑，但刀鋸一斬下來，怎能不死？你只是年青年，按理不會這樣，是甚麼人教你這樣做？你若後悔，我也會聽取。」他回答：「雖然我年紀小，但怎會不知道死亡的可怕？我的弟弟年紀尚小，只有我年紀最大，不忍心看到父親受刑，自己卻茍全活命，因此我下定決心請求代父處死。現在我為救回父親而死，屍骨將埋在九泉之下，這絕非小事，怎會受人指使呢？皇上准許我代父受死，就和得到成仙一樣，怎可以反悔呢！」
蔡法度知道吉翂意志堅定，就改為誘哄他：「皇上知道你父親無罪，即將釋放他，看你儀表出眾，是個好孩子，若你回心轉意，二人都可以保住性命，為何你這樣年輕也要求死呢？」吉翂回答：「所有生物都珍惜自己的性命，何況是人？怎麼願意會被碾成粉末？可是我父親被誣告，一定按法律處死，因此想用自己的死延續父親性命。現在我就不再想其他了，閉上雙眼聽候處刑。」他最初被囚禁時，獄卒按律法為他扣上桎梏，蔡法度可憐他，就命人脫去其中兩套枷鎖，換上一副小的；他拒絕，說道：「我求代父死，死囚應改增加刑具，怎可以減少呢？」蔡法度將此事上奏，於是武帝下令釋放他的父親。
丹陽尹王志求訪吉翂在廷尉寺的故事，同時請求吉翂在丹陽住下，打算在次年以孝義舉薦他。他回應：「王尹真奇怪，怎可以把我想得那麼淺薄！父親受辱，兒子受死，是道理來的。若果我厚著面皮受舉薦，那樣就是則是用父親取得名譽，何其羞恥！」並拒絕了王志。十七歲時，吉翂獲徵召為本州主簿，監督萬年縣，攝官一年就能教化當地。從雍州回到郢州，湘州刺史柳悅再徵召擔任主簿，後來同鄉人裴儉、丹陽尹丞臧盾、揚州中正張仄以他孝行純真之至、通曉《易經》、《老子》連處推薦，朝廷讓太常負責表彰。當初，吉翂因為父親被陷害，因此患上心悸病，病發去世。

## 引用
1. 1 2  《梁書·卷四十七·列傳第四十一》：吉翂字彥霄，馮翊蓮勺人也。世居襄陽。翂幼有孝性。年十一，遭所生母憂，水漿不入口，殆將滅性，親黨異之。天監初，父爲吳興原鄉令，爲姦吏所誣，逮詣廷尉。翂年十五，號泣衢路，祈請公卿，行人見者，皆爲隕涕。其父理雖清白，恥爲吏訊，乃虛自引咎，罪當大辟。翂乃撾登聞鼓，乞代父命。
2. 1 2  《南史·卷七十四·列傳第六十四》：吉翂字彥霄，馮翊蓮勺人也。家居襄陽。翂幼有孝性，年十一遭所生母憂，水漿不入口，殆將滅性，親黨異之。梁天監初，父為吳興原鄉令，為吏所誣，逮詣廷尉。翂年十五，號泣衢路，祈請公卿，行人見者皆為隕涕。其父理雖清白，而恥為吏訊，乃虛自引咎，罪當大辟。翂乃撾登聞鼓，乞代父命。
3. ↑  《梁書·卷四十七·列傳第四十一》：高祖異之，敕廷尉卿蔡法度曰：「吉翂請死贖父，義誠可嘉；但其幼童，未必自能造意。卿可嚴加脅誘，取其款實。」法度受敕還寺，盛陳徽纏，備列官司，厲色問翂曰：「爾求代父死，敕已相許，便應伏法。然刀鋸至劇，審能死不？且爾童孺，志不及此，必爲人所教。姓名是誰，可具列答。若有悔異，亦相聽許。」翂對曰：「囚雖蒙弱，豈不知死可畏憚？顧諸弟稚藐，唯囚爲長，不忍見父極刑，自延視息。所以內斷胸臆，上干萬乘。今欲殉身不測，委骨泉壤，此非細故，奈何受人教邪！明詔聽代，不異登仙，豈有回貳！」
4. ↑  《南史·卷七十四·列傳第六十四》：武帝異之，尚以其童幼，疑受教於人，敕廷尉蔡法度嚴加脅誘，取其款實。法度乃還寺，盛陳徽纆，厲色問曰：「爾求代父死，敕已相許，便應伏法；然刀鋸至劇，審能死不？且爾童孺，志不及此，必為人所教，姓名是誰？若有悔異，亦相聽許。」對曰：「囚雖蒙弱，豈不知死可畏憚；顧諸弟幼藐，唯囚為長，不忍見父極刑，自延視息，所以內斷胸臆，上干萬乘。今欲殉身不測，委骨泉壤，此非細故，奈何受人教邪。」
5. ↑  《梁書·卷四十七·列傳第四十一》：法度知翂至心有在，不可屈撓，乃更和顏誘語之曰：「主上知尊侯無罪，行當釋亮。觀君神儀明秀，足稱佳童，今若轉辭，幸父子同濟。奚以此妙年，苦求湯鑊？」翂對曰：「凡鯤鮞螻蟻，尚惜其生；況在人斯，豈願齏粉？但囚父掛深劾，必正刑書，故思殞仆，冀延父命。今瞑目引領，以聽大戮，情殫意極，無言復對。」翂初見囚，獄掾依法備加桎梏；法度矜之，命脫其二械，更令著一小者。翂弗聽，曰：「翂求代父死，死罪之囚，唯宜增益，豈可減乎？」竟不脫械。法度具以奏聞，高祖乃宥其父。
6. ↑  《南史·卷七十四·列傳第六十四》：法度知不可屈撓，乃更和顏誘語之，曰：「主上知尊侯無罪，行當釋亮。觀君神儀明秀，足稱佳童，今若轉辭，幸父子同濟，奚以此妙年苦求湯鑊。」翂曰：「凡鯤鮞螻蟻尚惜其生，況在人斯，豈願齏粉。但父掛深劾，必正刑書，故思殞僕，冀延父命。」翂初見囚，獄掾依法備加桎梏，法度矜之，命脫其二械，更令著一小者。翂弗聽，曰：「翂求代父死，死囚豈可減乎。」竟不脫械。法度以聞，帝乃宥其父。
7. ↑  《梁書·卷四十七·列傳第四十一》：列傳第四十一：丹陽尹王志求其在廷尉故事，幷請鄉居，欲於歲首，舉充純孝之選。翂曰：「異哉王尹，何量翂之薄乎！夫父辱子死，斯道固然。若翂有靦面目，當其此舉，則是因父買名，一何甚辱！」拒之而止。年十七，應辟爲本州主簿。出監萬年縣，攝官朞月，風化大行。自雍還至郢，湘州刺史柳悅復召爲主簿。後鄉人裴儉、丹陽尹丞臧盾、揚州中正張仄連名薦翂，以爲孝行純至，明通《易》、《老》。敕付太常旌舉。初，翂以父陷罪，因成悸疾，後因發而卒。
8. ↑  《南史·卷七十四·列傳第六十四》：丹陽尹王志求其在廷尉故事，並請鄉居，欲於歲首舉充純孝。翂曰：「異哉王尹，何量翂之薄，夫父辱子死，斯道固然，若翂有靦面目，當其此舉，則是因父買名，一何甚辱。」拒之而止。年十七，應辟為本州主簿，出監萬年縣。攝官期月，風化大行。自雍還郢，湘州刺史柳忱復召為主簿。後秣陵鄉人裴儉、丹陽尹丞臧盾、揚州中正張仄連名薦翂，以為孝行純至，明通易、老。敕付太常旌舉。初，翂以父陷罪，因成悸疾，後因發而卒。

## 延伸阅读
[在维基数据编辑]
 《梁書/卷47》，出自姚思廉《梁書》